# Flumorph
Flumorph ist eine Mischung von zwei isomeren chemischen Verbindungen [(EZ)-Gemisch mit einem Mischungsverhältnis von etwa 1:1] aus der Gruppe der Morpholine und ein Wirkstoff zum Pflanzenschutz. Flumorph wurde 1994 beim Forschungsinstitut SYRICI in China als Reaktion auf die weitverbreitete Resistenz der Phenylamid-Fungizide entwickelt. Es hat bis auf das Fluor-Atom dieselbe Struktur wie Dimethomorph.

## Verwendung

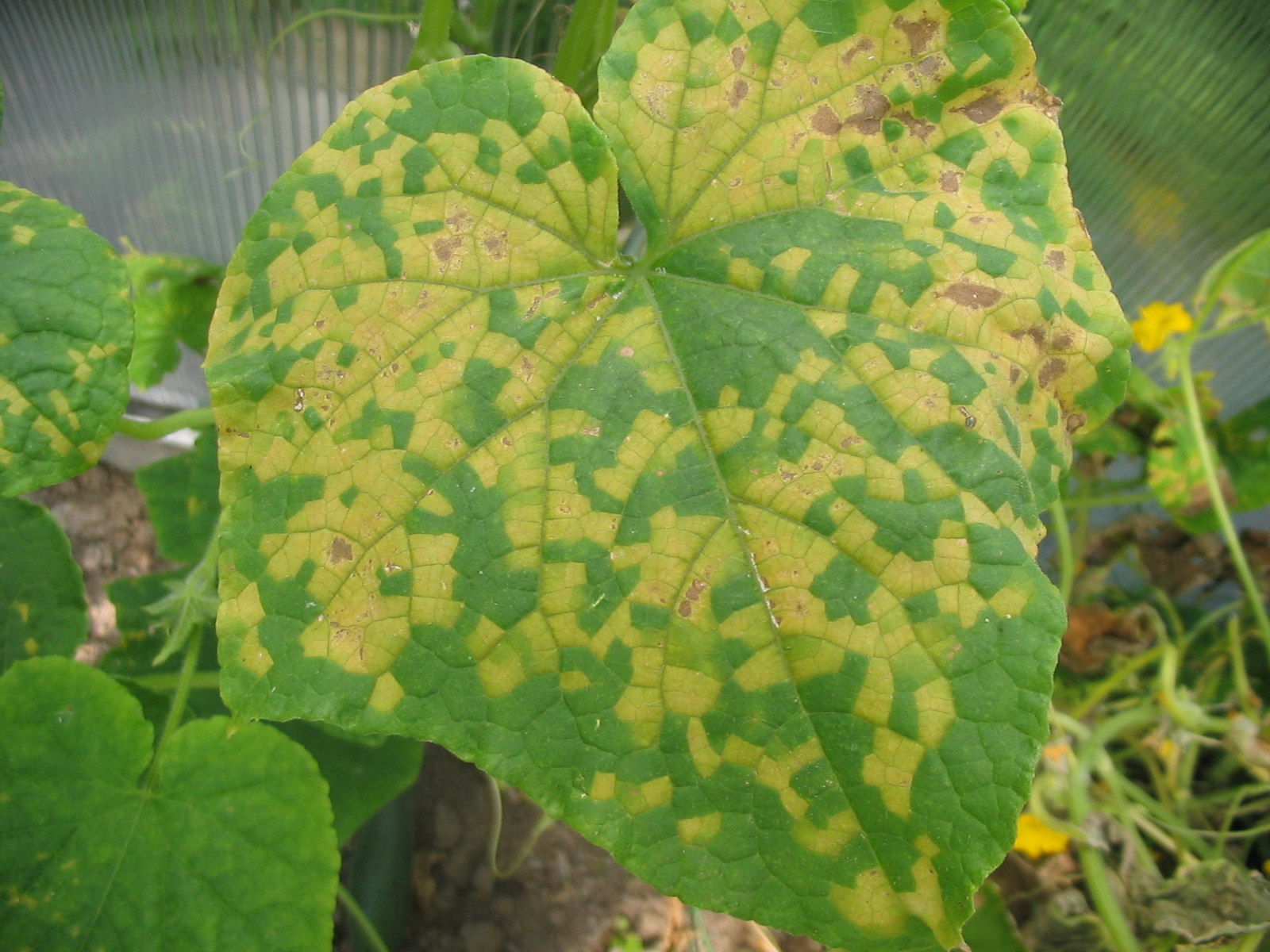
Falscher Mehltau auf einer Gurke, typisches Mosaikbild auf der Blattoberseite

Flumorph wird als systemisches Fungizid zur Bekämpfung von Falschem Mehltau und Phytophthora v. A. im Gemüse- und Weinbau verwendet. Gegen Pythium ist es nicht wirksam. Flumorph gehört zu den CAA-Fungiziden, deren Wirkung auf der Hemmung der Cellulose-Synthase beruht.

## Zulassung
Flumorph ist in der Europäischen Union und in der Schweiz nicht als Pflanzenschutzwirkstoff zugelassen.